# Jonathan Worsley
Jonathan Worsley (Newport, 2 augustus 1984) is een Welsh darter.

## Carrière
In 2016 haalde hij voor het eerst zijn PDC Tourkaart voor 2016/2017. Deze wist hij niet te behouden. Hij haalde zijn tourkaart in 2019 opnieuw, voor de jaren 2019/2020 door op de UK Q-School van 2019 als eerste op de Q-School Order of Merit te eindigen. Ook nu wist hij hem niet te behouden. In 2021 won hij echter onmiddellijk zijn tourkaart terug, nu voor 2021/2022, door op de UK Q-School als tiende op de Order of Merit te eindigen.